# Ectypia bivittata
Ectypia bivittata là một loài bướm đêm thuộc phân họ Arctiinae, họ Erebidae.